# Wareta mado
Wareta mado (割れた窓?) è il secondo singolo della rock band visual kei giapponese Plastic Tree. È stato pubblicato il 25 giugno 1997 dall'etichetta major Warner Music.

## Tracce
Tutti i brani sono testo di Ryūtarō Arimura e musica di Tadashi Hasegawa.

Dopo il titolo è indicata fra parentesi "()" la grafia originale del titolo.
1. Wareta mado (割れた窓?) - 3:33
2. Narihibiku, kane (鳴り響く、鐘?) - 3:46

## Altre presenze
- Wareta mado:
  - 10/07/1997 - Hide and Seek
  - 27/03/2001 - Cut ~Early Songs Best Selection~
  - 14/11/2001 - Plastic Tree Single Collection
  - 16/05/2007 - Makka na ito/Ai yori aoku
- Narihibiku, kane:
  - 14/11/2001 - Plastic Tree Single Collection
  - 29/02/2012 - Jōmyaku

## Formazione
- Ryūtarō Arimura - voce e seconda chitarra
- Akira Nakayama - chitarra e cori
- Tadashi Hasegawa - basso e cori
- TAKASHI - batteria